# Eugenio Castellotti
Eugenio Castellotti (ur. 10 października 1930 roku w Lodi, zm. 14 marca 1957 roku w Modenie) – włoski kierowca wyścigowy.

## Życiorys
Castellotti urodził się w Lodi w zamożnej rodzinie. W wieku 20 lat zakupił Ferrari, a w 1952 zadebiutował w wyścigach samochodowych.
W 1955 podpisał kontrakt ze Scuderia Ferrari. Castellotti uczestniczył w 14 Grand Prix Formuły 1, debiutując 16 stycznia 1955 roku. Zdobył jedno pole position, 3 miejsca na podium i 19,5 punktu. Zdobywając pole position w Grand Prix Belgii 1955 w wieku 24 lat i 238 dni, został najmłodszym zdobywcą pole position w Formule 1; rekord ten pobił dopiero w Grand Prix Niemiec 1968 Jacky Ickx (23 lata i 216 dni).
Castellotti uczestniczył także w wielu innych wyścigach. W marcu 1956 roku wygrał 12 Hours of Sebring w Sebring (Floryda). W tym samym roku wygrał wyścig Mille Miglia i Grand Prix samochodów sportowych w Rouen, osiągając 338 km w 2 godziny, 10 minut i 31,1 sekundy.
Zginął w wieku 26 lat podczas testowania Ferrari na torze Modena Autodrome. Castellotti testował nowe Ferrari na sezon 1957 Formuły 1. Miał wypadek przed jednym z zakrętów, a jego ciało zostało wyrzucone na ponad 90 metrów. Chwilę wcześniej powiedziano mu, by spróbował osiągnąć średnią szybkość 137 km/h. Samochód obrócił się kilka razy i wjechał w stanowisko członków zespołu. Nikt inny nie został ranny. Castellotti zginął na skutek pęknięcia czaszki.
Był znany ze swoich manier i sposobu ubierania, zyskał także rozgłos ze względu na związek z baletnicą i aktorką, Delią Scala.

## Spuścizna
Cztery lata później na tym samym torze zginął najlepszy przyjaciel Castellottiego, Giulio Cabianca. Castellotti uważany był za najlepszego włoskiego kierowcę od czasów Alberto Ascariego, który zginął podczas testów 26 maja 1955 roku.
Castellotti wygrał różne zawody, takie jak:
- Mille Miglia
- 12 Hours of Sebring
- Sicily Gold Cup
- Circuito di Senigallia
- Grand Prix Portugalii
- 1000 km Buenos Aires

## Wyniki w Formule 1
| Legenda oznaczeń w tabelach wyników Wyświetl szablon na nowej stronie | Legenda oznaczeń w tabelach wyników Wyświetl szablon na nowej stronie                                                                     |
| Oznaczenie                                                            | Wyjaśnienie |
| --------------------------------------------------------------------- | --- |
| Złoty                                                                 | Zwycięzca lub mistrzostwo |
| Srebrny                                                               | 2. miejsce lub wicemistrzostwo |
| Brązowy                                                               | 3. miejsce lub II wicemistrzostwo |
| Zielony                                                               | Ukończył, punktował (w klasyfikacji generalnej, gdy zdobył co najmniej jeden punkt na przestrzeni sezonu, poza trzema powyższymi opcjami) |
| Niebieski                                                             | Ukończył, nie punktował (w klasyfikacji generalnej, gdy nie zdobył co najmniej jednego punktu na przestrzeni sezonu)                      |
| Czerwony                                                              | Nie zakwalifikował się (NZ) |
| Czerwony                                                              | Nie prekwalifikował się (NPK) |
| Różowy                                                                | Nie ukończył (NU) |
| Różowy                                                                | Niesklasyfikowany (NS) (w klasyfikacji generalnej, gdy nie został sklasyfikowany w żadnym wyścigu sezonu)                                 |
| Czarny                                                                | Zdyskwalifikowany (DK) |
| Czarny                                                                | Wykluczony (WYK/EX) |
| Biały                                                                 | Nie wystartował (NW) |
| Biały                                                                 | Kontuzjowany (K/INJ) |
| Biały                                                                 | Wyścig odwołany (OD/C) |
| Bez koloru                                                            | Został wycofany (WYC/WD) |
| Bez koloru                                                            | Nie przybył (NP/DNA) |
| Bez koloru                                                            | Nie brał udziału w treningach (NT/DNP) |
| Bez koloru                                                            | Nie został zgłoszony (–) |
| Pogrubienie                                                           | Start z pole position |
| Kursywa                                                               | Najszybsze okrążenie wyścigu |
| †                                                                     | Nie ukończył, ale jego rezultat został zaliczony ze względu na przejechanie więcej niż 90% dystansu wyścigu.                              |
| *                                                                     | Sezon w trakcie |
| 1/2/3                                                                 | Punktowana pozycja w sprincie kwalifikacyjnym                                                                                             |
| Lista systemów punktacji Formuły 1                                    | |

| Rok  | Zespół           | Samochód    | Silnik              | 1      | 2     | 3   | 4      | 5     | 6      | 7      | 8     | Msc. | Pkt. |
| ---- | ---------------- | ----------- | ------------------- | ------ | ----- | --- | ------ | ----- | ------ | ------ | ----- | ---- | ---- |
| 1955 | Scuderia Lancia  | Lancia D50  | Lancia DS50 2.5 V8  | ARG NU | MCO 2 | 500 | BEL NU |       |        |        |       | 3    | 12   |
| 1955 | Scuderia Ferrari | Ferrari 625 | Ferrari 107 2.5 R4  |        |       |     |        | NLD 5 | GBR 6  |        |       | 3    | 12   |
| 1955 | Scuderia Ferrari | Ferrari 555 | Ferrari 106 2.5 R4  |        |       |     |        |       |        | ITA 3  |       | 3    | 12   |
| 1956 | Scuderia Ferrari | Ferrari D50 | Ferrari DS50 2.5 V8 | ARG NU | MCO 4 | 500 | BEL NU | FRA 2 | GBR 10 | DEU NU | ITA 8 | 6    | 7,5  |
| 1957 | Scuderia Ferrari | Ferrari 801 | Ferrari DS50 2.5 V8 | ARG NU | MCO   | 500 | FRA    | GBR   | DEU    | PES    | ITA   | –    | 0    |